# Pedro de Heredia
Pedro de Heredia (zm. 1554) – hiszpański szlachcic i konkwistador.

## Życiorys
Pedro de Heredia był założycielem kolumbijskiego miasta Cartagena de Indias w 1532 roku. Wówczas wraz z 150 żołnierzami wyruszył z wyspy Santa Marta, przez rzekę Magdalena, z nominacją na gubernatora. Miejsce na nowe miasto wybrał po przegranej bitwie Alonso de Hojedy z Indianami w 1509 roku. Na terenie tym Heredia poszukiwał złota i drogi do El Dorado. Zbadał lewy brzeg Magdaleny, pomiędzy Kordylierą Środkową a Zachodnią odkrył dolinę rzeki Sinu. Tam spotkał się z kulturą Indian Czibcza; spenetrował i ograbił ich cmentarze, zdobył wielkie ilości złota i szmaragdów.
Oficer Heredii, Francisco Cesar, wraz z kilkudziesięcioma żołnierzami wyruszyli na dalszy podbój i po dziewięciu miesiącach odkryli bogate cmentarze w dolinie rzeki Cauca. Cmentarz został przez nich zbezczeszczony, a wartość łupów oszacowano na 30 tysięcy pesos. Podczas grabieży oddział Cesara został zaatakowany przez Indian i zmuszony do ucieczki. Po siedemnastu dniach dotarli do Darién nad zatoką Urabá.
W 1536 roku do Kartageny został wysłany wysłannik nowego gubernatora Santa Marta Pedra de Lugo, Vadilla. Jego zadaniem było podporządkowanie Pedro de Heredii, którego pozbawił władzy, a jego żołnierzy zwerbował na swoją stronę. Następnie, przez dolinę Cauca, poprowadził ich na poszukiwanie El Dorado. Wśród nich był późniejszy kronikarz podboju Kolumbii i Ekwadoru oraz wojny domowej w Peru – Cieza de Leon.
Pedro de Heredia zginął w 1554 roku w katastrofie statku.

## W kulturze
Postać Pedra de Heredii występuje w kolumbijskim serialu telewizyjnym „Królowa i konkwistador”.